# 阿瓊·巴辛
阿瓊·巴辛（英語：Arjun Bhasin）是一名印度服裝設計師和造型師，在寶萊塢和好萊塢都有作品。他因在《心歸何處》（2001年）和《芭薩提的顏色》（2006年）中的工作而受到矚目，並曾拍攝過《雨季的婚禮》（2001年）、《拉合爾茶館的陌生人》（2012年）和《少年Pi的奇幻漂流》（2012年）等國際電影。他也擔任GQ印度的時尚編輯。

## 生平
在紐約大學電影學院學習後，巴辛與好萊塢電影合作一段時間，之後回到印度，在那裡他開始以《心歸何處》（2001年）開始他的服裝設計生涯。
他曾與米拉·奈兒、李安、法罕·阿克塔爾、和路亞·阿克塔爾等導演合作。他的妹妹尼哈利卡·汗也是一名服裝設計師，曾在《搖滾起來》、《年度推銷員》、《三個傻瓜限屎專送》和《污點桃色照》等電影中工作。
他居住在孟買的班德拉。

## 影視作品
- 《Loving Jezebel》（1999年）
- 《心歸何處（英语：Dil Chahta Hai）》（2001年）
- 《雨季的婚禮（英语：Monsoon Wedding）》（2001年）
- 《緣起一吻（英语：Just a Kiss (film)）》（2002年）
- 《惡女上身（英语：Swimfan）》（2002年）
- 《Armaan（英语：Armaan (2003 film)）》（2003年）
- 《Boys（英语：Boys (2003 film)）》（2003年）
- 《目標（英语：Lakshya (2004 film)）》（2004年）
- 《Ramji Londonwale》（2005年）
- 《芭薩提的顏色》（2006年）
- 《同名之人（英语：The Namesake (film)）》（2006年）
- 《蜜月旅行有限公司（英语：Honeymoon Travels Pvt. Ltd.）》（2007年）
- 《未知死亡》（2008年）
- 《幸運機會（英语：Luck by Chance）》（2009年）
- 《我的德里情人（英语：Delhi-6）》（2009年）
- 《我愛齊達內（英语：Little Zizou）》（2009年）
- （2011年）
- 《拉合爾茶館的陌生人（英语：The Reluctant Fundamentalist (film)）》（2012年）
- 《少年Pi的奇幻漂流》（2012年）
- （2013年）
- 《心跳零距離（英语：Dil Dhadakne Do）》（2015年）
- （2019年）
- 《你願意嫁給我老公嗎？》（2019年）
- 《人造眷戀》（2021年）
- （2022年）

## 外部連結
- 個人網站 （页面存档备份，存于）
- 阿瓊·巴辛在互联网电影资料库（IMDb）上的資料（英文）